# Pseudallescheria boydii
Pseudallescheria boydii is de teleomorfe vorm van een schimmel die behoort tot de orde Microascales van de ascomyceten. De anamorfe vorm is Scedosporium apiospermum. De schimmel komt voor in stilstaand en verontreinigd water. Infectie komt vooral voor bij patiënten met  immuundeficiëntie en bij bijna verdronken patiënten, waarbij een longontsteking optreedt.
Behandeling van de schimmelinfectie is moeilijk, omdat de schimmel resistent is tegen veel antimycotica, die gewoonlijk gebruikt worden bij infecties door draadvormige schimmels.
Een schimmelinfectie door Pseudallescheria boydii doodde drie atleten, die bij de opening van de joodse Maccabiade in 1997 gewond waren geraakt door het instorten van de voetgangersbrug over de sterk vervuilde Jarkon-rivier.

## Beschrijving
Pseudallescheria boydii is een saprofytische schimmel. De schimmeldraden zijn tot 2–5 µm breed. De kolonies op voedingsbodem kleuren van wit naar lichtbruin en krijgen een wollig uiterlijk. De schimmel groeit op de meeste standaard voedingsbodems. De ongeslachtelijke vorm, Scedosporium apiospermum, heeft ovale, 4–9 × 6–10 µm grote, eencellige conidia. Ze worden blastisch-annellidische gevormd: nadat een spore zich gevormd en afgescheiden heeft, blijft er een ringvormig litteken achter aan het uiteinde van de conidiogene cel. Deze groeit door deze ring heen en vormt dan de volgende spore, wat bij zijn afscheiding op zijn beurt weer een litteken achterlaat, zodat men aan het aantal ringen van een condiogene cel het aantal sporen dat er gevormd is kan aflezen.
De belangrijkste voedingsstoffen voor de schimmel zijn xylose, arabinose, glucose, sucrose, ribitol, xylitol en L-arabinitol. De schimmel kan maltose en lactose niet afbreken. Wel kan de schimmel verder ureum, asparagine, kaliumnitraat en ammoniumnitraat afbreken. De optimale groeitemperatuur is 25 °C, maar de schimmel kan nog groeien bij hogere temperaturen tot 37 °C.
De ongeslachtelijke fase kent twee verschillende vormen: de meest voorkomende Scedosporium vorm en de minder vaak voorkomende Graphium vorm.
De geslachtelijke vorm, Pseudallescheria boydii, heeft grijswitte kolonies met een grijszwarte onderkant. Na 2–3 weken kunnen cleistothecia gevormd worden. De asci bevatten acht spoelvormige, eencellige, 12–18 × 9–13 µm grote ascosporen.

## Verspreiding
Pseudallescheria boydii komt voor in de grond, in verontreinigd en stilstaand water en in mest. De schimmel tolereert een minimale beluchting en een hoge osmotische druk. Hoewel de schimmel algemeen voorkomt in gebieden met een gematigd klimaat, kan deze ook overleven in gebieden met een tropisch klimaat en in milieus met een laag zuurstofgehalte. Pseudallescheria boydii komt voor in stikstofhoudende milieus, die meestal ontstaan zijn door menselijke verontreiniging. De schimmel kan biogas en andere aromatische stoffen afbreken en zou daardoor toegepast kunnen worden bij bioremediatie.